# Acalymma consimile
Acalymma consimile es una especie de  coleóptero de la familia Chrysomelidae.
Fue descrita científicamente por primera vez en 1886 por Baly.